# Monaster Trójcy Świętej w Dermaniu

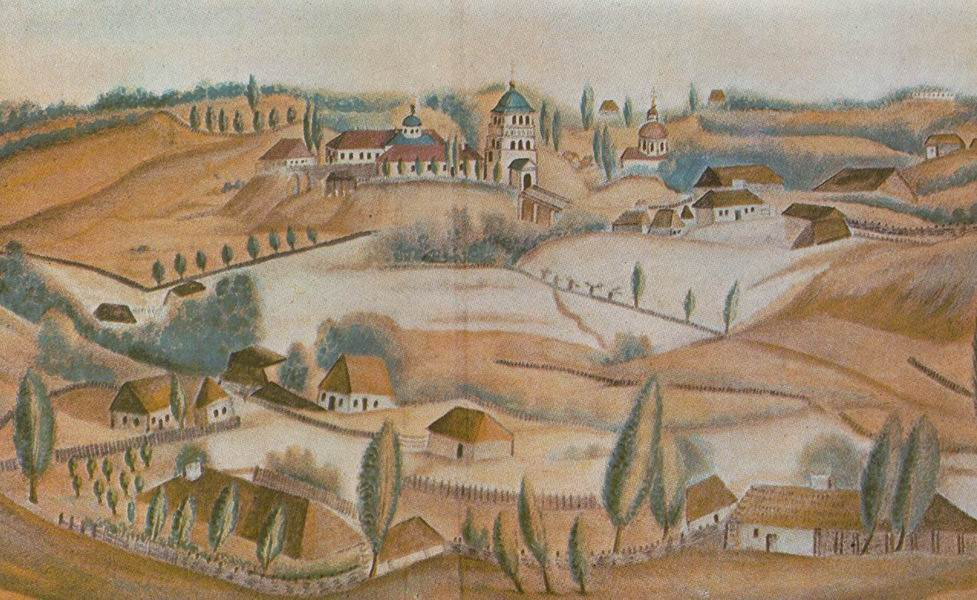
Monaster dermański. Obraz О. Jeżowa z 1845

Monaster Trójcy Świętej – prawosławny żeński klasztor w Dermaniu, w jurysdykcji eparchii rówieńskiej Ukraińskiego Kościoła Prawosławnego Patriarchatu Moskiewskiego. Założony w XV w. jako monaster męski, między XVII a XIX stuleciem był klasztorem unickim (bazyliańskim).

## Historia

### Klasztor prawosławny (XV–XVII w.)
Monaster został założony w 1428 jako klasztor obronny. Jego fundatorem był Wasyl Ostrogski, który sfinansował budowę jego głównej cerkwi Trójcy Świętej. Na prośbę fundatora do monasteru przybyli mnisi z Athosu. Pierwszym ihumenem monasteru był Izaak Boryskowicz. W dalszym okresie funkcjonował jako męska wspólnota utrzymywana własnym kosztem przez kniaziów Ostrogskich. W końcu XVI w. i w 1 połowie XVII w. ośrodek działalności skierowanej przeciw unii brzeskiej. W latach 1574–1575 zwierzchnikiem monastyru był prekursor drukarstwa ruskiego i rosyjskiego, wychowanek Akademii Krakowskiej, Iwan Fedorowicz. W 1602 książę Konstanty Ostrogski ufundował w klasztorze drukarnię, dzięki czemu na jakiś czas stał się on ośrodkiem ruskiego drukarstwa. Od 1602 w monasterze obowiązywała cenobityczna reguła życia mniszego, wspólnota miała również prawo zatrudniania świeckich pracowników.
W 1603 kierownictwo dermańskiej drukarni objął Damian (Demian) Nalewajko, brat przywódcy kozackiego Seweryna (Semena) Nalewajki, który następnie przyjął w klasztorze święcenia kapłańskie. Mnisi uczyli się greki, łaciny i języka cerkiewnosłowiańskiego oraz zajmowali się przekładami. W zamyśle fundatorów i kolejnych pokoleń prawosławnego rodu Ostrogskich monaster miał stanowić jedno z intelektualnych centrów tego wyznania w Rzeczypospolitej.

### Klasztor unicki
Po śmierci Konstantego Wasyla Ostrogskiego i konwersji na katolicyzm wszystkich jego potomków monaster w Dermaniu stracił dotychczasowych protektorów. Córka Ostrogskiego, Anna Alojza Chodkiewicz, i spadkobierca ordynacji ostrogskiej Aleksander Zasławski czynili starania na rzecz przyjęcia przez klasztor unii. Ostatecznie do przyłączenia monasteru do Kościoła unickiego doszło w 1635. Jego przełożonym był wówczas Melecjusz Smotrycki, wyświęcony na biskupa połockiego przez patriarchę jerozolimskiego Teofana III w 1620. W 1627, po nieudanej próbie zorganizowania przez unickiego metropolitę kijowskiego Józefa Welamina Rutskiego wspólnego soboru unitów i prawosławnych w Kobryniu (1626), Smotrycki, a w ślad za nim klasztor dermański (1637), przyjął unię brzeską.
Oprócz biskupa połockiego Melecjusza Smotryckiego z klasztorem dermańskim związani byli metropolici i biskupi greckokatoliccy: Metody Terlecki, Cyprian Żochowski (XVII w.), Jerzy Winnicki, Felicjan Filip Wołodkowicz, Maksymilian Ryłło, Teodozy Rostocki (XVIII w.). W klasztorze dermańskim zmarł też metropolita Józef Welamin Rutski (5 lutego 1637).

### Klasztor prawosławny (od XIX w.)
W 1821 władze rosyjskie odebrały klasztor bazylianom i przekazały mnichom prawosławnym. W XIX stuleciu w monasterze wzniesiono dwie nowe cerkwie: św. Innocentego Irkuckiego i św. Teodora Ostrogskiego, wyświęcone odpowiednio w 1850 i 1873. W kompleksie zabudowań istniała także kilkupiętrowa dzwonnica. Mnisi zamieszkiwali w trzech budynkach mieszkalnych, z których jeden zawierał także pokoje gościnne dla biskupa. Funkcjonowało osiem obiektów gospodarczych, młyn wodny i pasieka. W 1915 mnisi udali się na bieżeństwo, wywożąc większość cennego wyposażenia klasztoru, m.in. archiwum rodów Ostrogskich i Zasławskich oraz bibliotekę. Zbiory te znalazły się ostatecznie w Petersburgu i Moskwie, ulegając rozproszeniu.

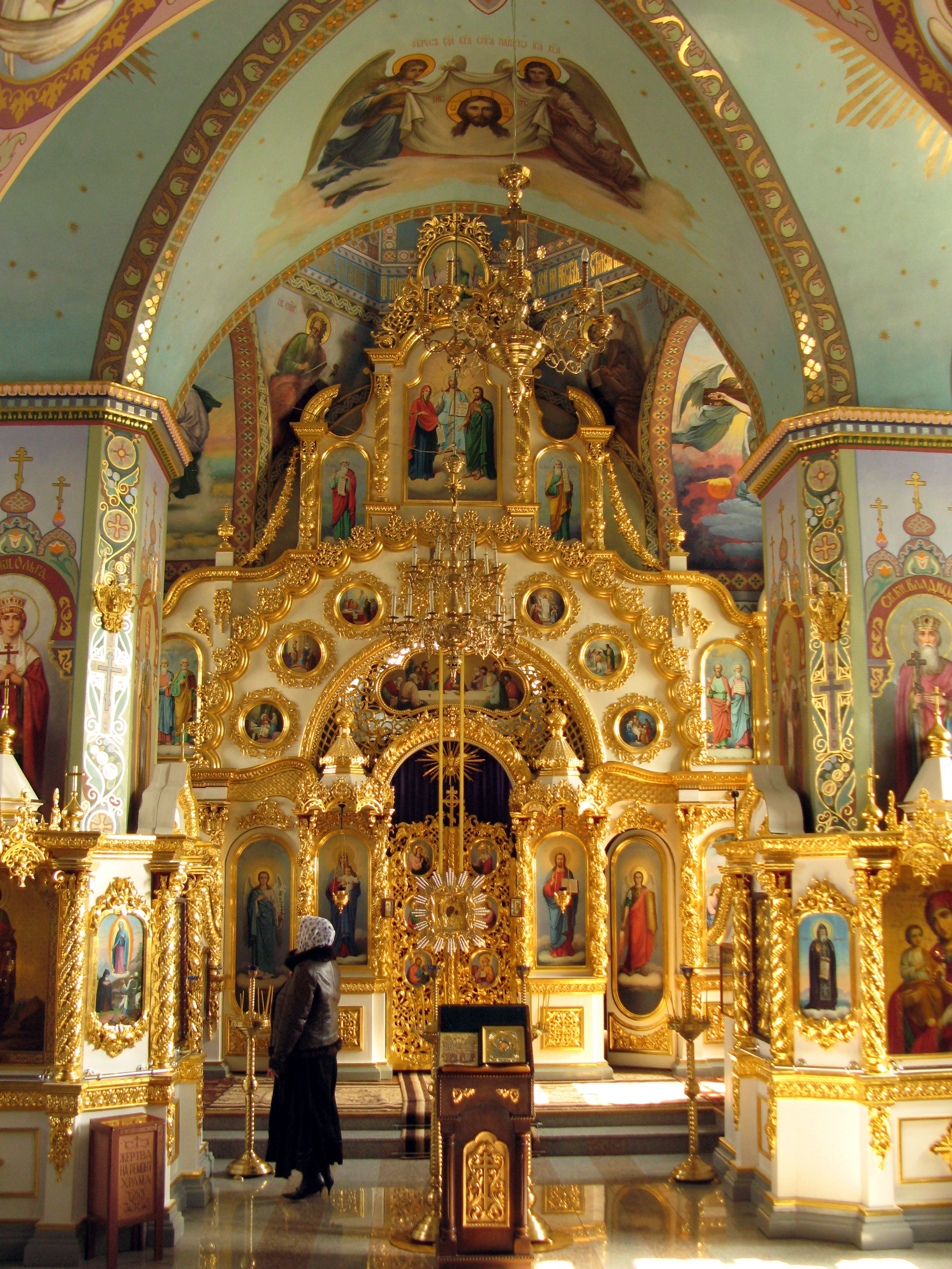
Ikonostas w cerkwi Trójcy Świętej

Do 1920 w monasterze dermańskim działało cerkiewne seminarium nauczycielskie. W II Rzeczypospolitej otwarto tu szkołę dla dziewcząt, przekształconą potem (początek lat 30.) w prywatne gimnazjum ukraińskie.
Monaster w Dermaniu w okresie międzywojennym podlegał diecezji wołyńskiej PAKP. Zachował większość swojego majątku, w odróżnieniu od innych klasztorów prawosławnych, jakie znalazły się w granicach II Rzeczypospolitej. Jedynie jeden z budynków został skonfiskowany na rzecz łuckiego kuratorium oświaty i organizacji w nim szkoły. Mnisi utrzymywali się z prowadzenia gospodarstwa rolnego oraz w znacznie mniejszym stopniu z dobrowolnych datków i opłat za nabożeństwa okolicznościowe i sakramenty.
Po II wojnie światowej, gdy Wołyń znalazł się w granicach ZSRR, monaster znalazł się w jurysdykcji Rosyjskiego Kościoła Prawosławnego. W 1949 biskup wołyński i rówieński Pankracy zdecydował o przekształceniu męskiego monasteru w Dermaniu w klasztor żeński, do którego sprowadził mniszki z monasteru w Zimnem. Wspólnota funkcjonowała przez jedenaście lat. W 1960 władze radzieckie zamknęły klasztor, a żyjące w nim zakonnice zmusiły do przeniesienia się do monasteru w Korcu. Monaster został zaadaptowany na szkołę i internat dla dzieci niepełnosprawnych umysłowo. W jednej z cerkwi znajdowała się suszarnia bielizny.
Monaster został ponownie otwarty po uzyskaniu przez Ukrainę niepodległości w 1991, jego reaktywację potwierdził Święty Synod Ukraińskiego Kościoła Prawosławnego na wniosek biskupa rówieńskiego Ireneusza. Mniszki pod kierunkiem ihumeni Weroniki (Zoszczuk) przeprowadziły remont zdewastowanych zabudowań. Od tej pory wspólnota podlega jurysdykcji Ukraińskiego Kościoła Prawosławnego Patriarchatu Moskiewskiego. Szczególnym kultem w monasterze otaczane są uważane za cudowne kopia Kazańskiej Ikony Matki Bożej, ikona św. Teodora Ostrogskiego oraz ikona św. Pantelejmona.